# Bouxières-sous-Froidmont
Bouxières-sous-Froidmont är en kommun i departementet Meurthe-et-Moselle i regionen Grand Est (tidigare regionen Lorraine) i nordöstra Frankrike. Kommunen ligger i kantonen Pont-à-Mousson som tillhör arrondissementet Nancy. År 2022 hade Bouxières-sous-Froidmont 420 invånare.

## Befolkningsutveckling
Antalet invånare i kommunen Bouxières-sous-Froidmont
| Referens: INSEE |